# زیردریایی یو-۲۷۲
زیردریایی یو-۲۷۲ (به انگلیسی: German submarine U-272) یک زیردریایی بود که طول آن ۶۷٫۱ متر (۲۲۰ فوت ۲ اینچ) بود. این زیردریایی در سال ۱۹۴۲ ساخته شد.